# 斯蒂芬·鲍恩
斯蒂芬·杰拉德·"史蒂夫"·鲍恩（英語：Stephen Gerard "Steve" Bowen，1964年2月13日—），是一位美国NASA宇航员。曾执行过STS-126, STS-132, STS-133任务。目前他在执行SpaceX載人6號 (远征68/69)任务。

## NASA事业
鲍恩是NASA首位被选中的潜艇军官。他于2000年7月被选为NASA第十八组宇航员的候选人，并于同年8月报到约翰逊航天中心接受培训。在完成了两年的培训和评估后，他最初被分配到宇航员办公室的空间站操作分部担任技术职务，同时等待被分配到航天飞机作为任务专家参与飞行任务。鲍恩最初被分配到STS-124任务，但由于航天飞机需要轮换国际空间站成员，他被调至后续的一次任务。